# Dama Roja del Mirón

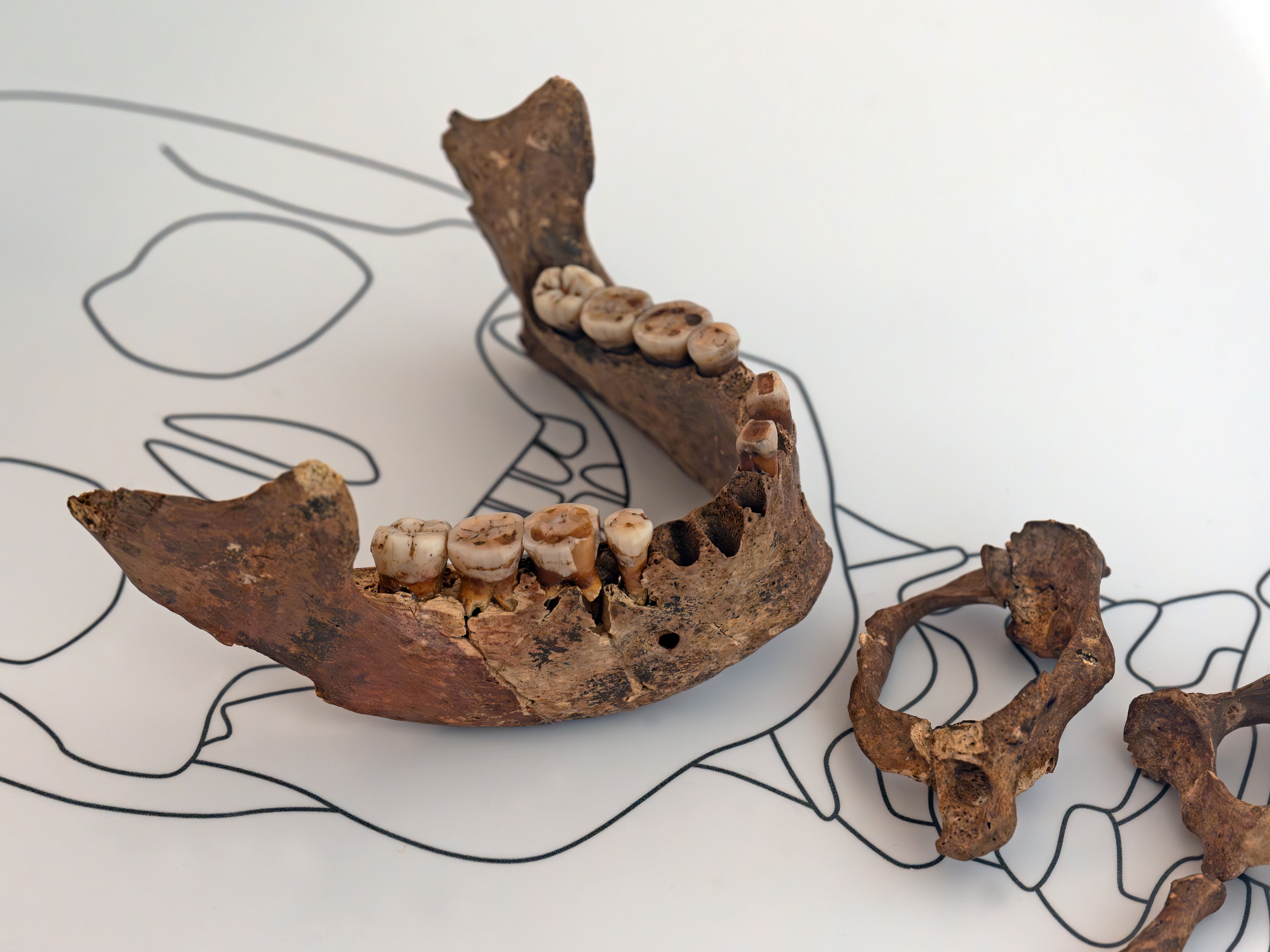
Mandíbula inferior y vértebras cervicales de la "Dama Roja" de la cueva de El Mirón cerca de Ramales de la Victoria, Cantabria, España. Expuesto en el Centro de arte rupestre de Cantabria en Puente Viesgo.

Como Dama Roja de El Mirón se conoce a un esqueleto de mujer encontrado en la cueva del Mirón (Ramales de la Victoria, Cantabria). Se trata del primer enterramiento humano completo de la edad magdaleniense en descubrirse en la península ibérica. Los restos humanos son de una mujer adulta robusta, relativamente alta, aparentemente sana, que fue enterrada en la parte trasera del salón de la Cueva El Mirón en la cordillera Cantábrica (España) hace unos 18.700 años civiles. Había vivido en el ambiente frío y abierto del Dryas más antiguo, con una subsistencia basada principalmente en la caza de ibex y ciervo, salmón de pesca y cierta recolección de plantas, incluyendo algunas semillas de almidón y champiñones. La tecnología de su grupo abarcaba la fabricación y el uso de herramientas de piedra y elementos fabricados tanto en sílex no locales de excelente calidad como en sílex locales, así como azagayas y agujas óseas. El lugar donde se depositó el cadáver, pudo haber sido marcado por un grabado que sugiere un personaje femenino; además un gran bloque adyacente fue bañado en ocre rojo, como lo estaba todo el nivel en el que se recuperaron los restos óseos. Curiosamente, ese baño de ocre es el único elemento de ajuar que se puede relacionar con la dama de rojo. La tumba fue alterada parcialmente por un carnívoro del tamaño de un lobo, una vez que el cadáver se hubiera descompuesto. Aunque da la impresión de que esa remoción fue reparada y vuelta a bañar en ocre, en algún momento posterior otro carnívoro o los propios habitantes de la cueva retiraron el cráneo y la mayoría de los huesos largos.
La antigüedad de los restos se cifra en 19.000 años, y la edad de la mujer al morir entre 35 y 40 años.